# Dead Celebrities
Dead Celebrities is de achtste aflevering van het dertiende seizoen van South Park. Hij kwam voor het eerst uit in de Verenigde Staten op 7 oktober 2009. Net als zijn voorgangers verscheen ook deze aflevering in hd-kwaliteit en een 16:9-ratio.
In de aflevering komen veel bekende personen voor, waaronder Billy Mays, Ed McMahon, Farrah Fawcett, Patrick Swayze, Walter Cronkite, Dom DeLuise, Ted Kennedy, Natasha Richardson, Bea Arthur, David Carradine, Adam Goldstein, Ricardo Montalbán, Steve McNair en Michael Jackson.
De aflevering bevat een parodie op de films The Sixth Sense en Poltergeist. Tevens wordt de serie Ghost Hunters en de twee hoofdpersonen Jason Hawes en Grant Wilson bespot.

## Plot
De jongens halen professionele geestenjagers in huize Broflovski om bewijs van paranormale activiteiten te onderzoeken. Geesten van dode beroemdheden kwellen Ike. Kyle en de jongens doen alles wat ze kunnen om hem te redden, maar de geesten willen Ike niet met rust laten. De geest van Michael Jackson blijkt namelijk niet te beseffen dat hij dood is.